# Eschikon (Lindau ZH)
Eschikon ist ein Weiler in der politischen Gemeinde Lindau im Bezirk Pfäffikon des Kantons Zürich in der Schweiz.

## Geschichte
Der Name «Steinmüri» bei Eschikon deutet auf eine römische Siedlung hin wie etwa im benachbarten Brütten. Sondierungsgrabungen der Zürcher Denkmalpflege im Zuge der anstehenden Bauten für den Strickhof und die N1 brachten 1971 römische Mauerreste aus dem 1. oder 2. Jahrhundert zum Vorschein. Grundrisse von bis zu 90 Meter langen Gebäuden, die einer Villa rustica zugeordnet werden können, wurden entdeckt. 2015 konnten mittels geophysikalischer Messungen weitere Mauerreste nachgewiesen werden. Es ist nicht bekannt, wie lange der römische Gebäudekomplex in Steinmüri Bestand hatte. 
Urkundlich belegen lässt sich Eschikon erstmals im Jahr 774 als «Asgininchoua», damals als Besitz des Klosters St. Gallen. Der Name bezeichnete die alemannische «Siedlung der Ascini- oder Ascin-Höfe». Bereits im Frühmittelalter wird Eschikon als dem Dorf Lindau zugehörig belegt.  Die älteste erhaltene Steuerliste von 1467 führt für Eschikon lediglich einen Haushalt. 1531 ist neben dem Hof nun auch von einem neu gebauten Haus im Eichholz in Eschikon die Rede. Überliefert ist dies durch eine Forderung der Gleichbehandlung der Eschiker mit den Lindauern. Die Eschiker wollten den gleichen Anteil Brennholz wie die Lindauer beziehen. Gewährt wurde aber erst einmal nur die Hälfte dieses Anteils. Kirchlich gehörte Eschikon ebenfalls zu Lindau. Nach der Reformation im 16. Jahrhundert gab es eine Sittenaufsicht, die in Lindau von den «Ehegaumern» ausgeübt wurde. An der Aufgabe, die Bevölkerung hinsichtlich Sitte und Moral zu überwachen, waren immer auch Männer aus Eschikon beteiligt. Aus dem 17. und 18. Jahrhundert sind umfangreiche «Stillstandsprotokolle» aus Lindau erhalten. Die «Ehegaumer» kamen offenbar nicht immer ihren Pflichten zur Zufriedenheit des Pfarrers nach.
Im 19. Jahrhundert entstanden neue Gebäude in Eschikon, insgesamt waren sieben Wohnhäuser belegt. Die Bevölkerungszahlen stiegen damals in der gesamten Gemeinde an. Um 1900 gingen bereits 22 Kinder von Eschikon in Lindau zur Schule. 
Bis Ende des 18. Jahrhunderts war die Dreifelderwirtschaft vorherrschend. Im 19. und 20. Jahrhundert fand vermehrt eine Umstellung auf Vieh- und Milchwirtschaft statt. 2009 gab es noch 16 private Betriebe auf Gemeindegebiet, die meisten davon Milchwirtschaftsbetriebe. Landwirtschaft war aber nicht nur lange ein zentraler Erwerbszweig in der Gemeinde, sondern spielt bis heute auch in der Bildung eine wichtige Rolle. In der ersten landwirtschaftlichen Schule des Kantons Zürich, auf dem Bläsihof im heutigen Winterberg, erhielten Jugendliche aus bescheidenen Verhältnissen von 1818 bis 1826 Erziehung und Unterricht. 1854 folgte die Gründung der Nachfolgeinstitution Strickhof in Zürich. Mitte des 20. Jahrhunderts wurde eine Verlegung des Strickhofs aus Platzgründen dringlich. Mit 70 Prozent Ja-Stimmen befürworteten die Zürcher 1970 einen Umzug nach Eschikon, wo Teile das Maggi-Gutsbetriebs übernommen werden konnten.

Der Strickhof in Eschikon

 Ein Bauernhof und umfangreiches Kulturland in Eschikon hatten bis dahin zur Maggi-Gutswirtschaft gehört. Diese war Ende des 19. Jahrhunderts entstanden, um die 1872 gegründete Maggi-Fabrik mit frischem Gemüse zu versorgen. 1910 betrug die arrondierte Gutswirtschaft bereits 40 Hektaren, die einen Ertrag von einer Million Kilogramm Gemüse einbrachten. 1933 umfasste der Gutsbetrieb mit 370 Hektaren etwa einen Drittel der gesamten Fläche Lindaus. In Eschikon befand sich unter anderem die Schweinezucht und -mast. Zu Beginn der 1970er-Jahre erwarb der Kanton Zürich das Maggi-Areal rund um Eschikon mit 73 Hektaren Kulturland und 11 Hektaren Wald. 1974 wurde der Grundstein für den neuen Strickhof gelegt und am 3. September 1976 die Landwirtschaftliche Schule feierlich eröffnet. Seither hat sich der Betrieb stark gewandelt. 1998 wurden dort die landwirtschaftlichen Schulen des Kantons administrativ zusammengeführt und Eschikon-Lindau so zum zentralen Ausbildungsplatz. Auch die Fischerei- und Jagdverwaltung des Kantons Zürich befindet sich in Eschikon. Nicht immer verlief der Betrieb störungsfrei. Als ab den 1990er-Jahren in Gewächshäusern der ETH Zürich mit «erhöhter Sicherheit» gentechnisch veränderte Pflanzen gezüchtet wurden, gab es Bedenken im Dorf und in der Folge auch Störungsaktionen von Naturschutzgruppen. Seit 2017 existiert das Bildungs- und Forschungszentrum AgroVet-Strickhof als Kooperation von Strickhof, Universität Zürich und ETH Zürich.